# Chaperonina
Chaperoninas são proteínas que evitam ou revertem a associação inapropriada entre subunidades e domínios de proteicos durante seu processo de dobramento. São também chamadas proteínas de choque térmico devido à elevação da sua taxa de síntese em temperaturas altas.
As chaperoninas são encontradas tanto em organismos procariotos quanto eucariotos. Durante o processo de dobramento de uma proteína, as chaperoninas ligam-se a mesma através de interações hidrofóbicas. Por um mecanismo dependente de ATP, as chaperoninas promovem o dobramento da proteína e a protegem da associação inadequada com outras proteínas não dobradas.
As chaperoninas são divididas em duas classes: Grupo I e Grupo II. As chaperoninas do Grupo I são encontradas em eubactérias, mitocôndria e cloroplastos. As chaperoninas do Grupo II são vistas em archea e eucariotos.
As chaperoninas do Grupo I são divididas em duas famílias de proteínas que trabalham em conjunto, as Hsp60, que em Escherichia coli são chamadas de GroEL, e as Hsp10 que são chamadas de GroES em E. coli. As proteínas GroEL  possuem 14 subunidades idênticas que formam um cilindro oco de parede grossa e porosa que consiste em 2 anéis simétricos, já as GroEs possuem 7 subunidades que formam uma estrutura parecida com a de uma cúpula.  
O sistema GroEL/ES é fundamental para o enovelamento correto de proteínas de E. coli e, portanto, para a sobrevivência desses organismos. Durante o processo de dobramento, o sistema GroEL/ES forma uma grande cavidade onde ocorrerá o dobramento protêico. A hidrólise do ATP media mudanças conformacionais do sistema, que permitem que a proteína fique protegida das associações inadequadas em um microambiente no interior da cavidade GroEL/ES.  A ligação de GroES e ATP ao anel cis da proteína GroEL inibe a ligação ao anel trans, isso evita que o anel que está na conformação trans assuma a conformação cis. Os eventos que ocorrem nos anéis cis e trans do complexo GroEL-GroES são coordenados por mudanças conformacionais concatenadas em um anel e estas influenciam a conformação do anel oposto.  Dentro desse microambiente, diversos tipos de interações intermoleculares irão induzir o correto dobramento da proteína.
As proteínas que se ligam à GroEL/ES pertencem a classes de dobramentos que tendem a ter maior número de superfamílias do que outras proteínas de E.coli. Isso mostra que o sistema GroEL/ES pode ter facilitado a diversificação evolucionária do dobramento de algumas proteínas.
As chaperoninas do Grupo II encontradas em eucariotos podem ser do tipo TRIC (do inglês, TCP-1 ring complex) ou CCT (do inglês, chaperonin containing TCP-1) e funciona de maneira parecida com o sistema GroEL/ES. Dentre as principais proteínas cujo dobramento é auxiliado por essas chaperoninas destacam-se a actina e a miosina.